# Покровское (Красногородский район)
Покровское — деревня в Красногородском районе Псковской области России. Административный центр Пограничной волости.

## География
Расположена на юге района, в 15 км к югу от районного центра, посёлка Красногородск, на реке Синяя.

## Население
| 2001 | 2002 | 2010 |
| ---- | ---- | ---- |
| 308  | ↘268 | ↘153 |

Численность население деревни по оценке на начало 2001 года составляла 308 жителей.

## История
В Писцовых Книгах 1585—87 гг.. Погост Покровский упомянут как центр Покровской губы Красногородского уезда.
С января 1995 до июля 2010 года деревня была центром Покровской волости, после упразднения которой в пользу  Пограничной волости в июле 2010 года Покровское стало административным центром последней.